# Agelasta perakensis
Agelasta perakensis là một loài bọ cánh cứng trong họ Cerambycidae.